# Заживление ран
Заживление ран — регенеративный процесс, при котором кожа или другие ткани восстанавливаются после повреждений. В неповреждённой коже эпидермис (поверхностный слой) и дерма (более глубокий слой) образуют защитный барьер против воздействия внешней среды. После разрушения этого барьера начинается восстановление поврежденных тканей (кожи, подкожножировой клетчатки и т.д.).
| Рана руки                             |   |    |    |
|                                       |   |    |    |
| Приблизительно дней после повреждения |   |    |    |
| 0                                     | 3 | 17 | 30 |

Эти процессы делят на несколько стадий: свертывание крови (гемостаз), воспаление (альтерация, экссудация и пролиферация клеток), рост ткани и видоизменение тканей. Свертывание крови может рассматриваться не как отдельная стадия, а как часть стадии воспаления.

## Стадии
- Гемостаз (свертывание крови): В течение нескольких минут после повреждения тромбоциты, находящиеся в крови, начинают прикрепляться в месте повреждения. При этом тромбоциты активизируются, что вызывает возникновение нескольких явлений. Они приобретают аморфный вид, более приспособленный к процессу свёртывания, и подают химические сигналы, способствующие свёртыванию. Это приводит к активизации фибрина, который образует сетку (матрикс) и играет роль клея, связывая тромбоциты друг с другом. В итоге образуются тромбы, которые перекрывают повреждения кровеносных сосудов, предотвращая дальнейшее кровотечение[4][5].Стадии заживления ран
- Стадия воспаления (очищения[6]): Начинается непосредственно с момента повреждения тканей и длится до 48 часов[7]. Ее характеризуют такие симптомы, как покраснение, повышение температуры тканей, отек и боль. В течение этой фазы повреждённые и мёртвые клетки вычищаются, вместе с болезнетворными микроорганизмами и их фрагментами. Это происходит посредством процесса фагоцитоза, когда белые кровяные тельца поглощают эти биологические объекты. Одновременно в рану выделяются тромбоцитарные факторы роста, что обусловливает перемещение и разделение клеток во время пролиферативной фазы.
- Стадия пролиферации (рост новой ткани): На этой стадии происходит ангиогенез, осаждение коллагена, формирование грануляционной ткани, эпителизация и сокращение раны[8]. При ангиогенезе эндотелиальные васкулярные клетки образуют новые кровеносные сосуды путем ответвления от уже существующих сосудов[9]. При фиброплазии и формировании грануляционной ткани растут фибробласты и образуют предварительный внеклеточный матрикс (ECM) посредством синтеза коллагена и фибронектина[8].
- Стадия эпителизации (созревание и перестройка (полное заживление)): На этой стадии происходит удаление излишка коллагена и временного матрикса тканевыми ферментами, клетки воспаления покидают рану. При созревании рубца возникает равновесие между процессами разрушения временного матрикса и синтеза коллагена. С одной стороны, фибробласты синтезируют коллаген, сократительные белки и внеклеточный матрикс, с другой фибробласты, тучные клетки, эндотелиоциты и макрофаги выделяют ряд ферментов (матриксные металлопротеиназы), необходимые для разрушения и перестройки. Равновесие между этими протеиназами и их тканевыми ингибиторами играет важную роль в восстановлении повреждённой ткани.

## Классификация
По И. В. Давыдовскому, выделяют следующие виды заживления ран:
1. непосредственное закрытие дефекта эпителиального покрова;
2. заживление под струпом;
3. заживление первичным натяжением;
4. заживление вторичным натяжением, или через нагноение;

- Непосредственное закрытие дефекта эпителиального покрова — это простейшее заживление, заключающееся в наползании эпителия на поверхностный дефект и закрытии его эпителиальным слоем.
- Заживление под струпом — наблюдаемое на роговице и слизистых оболочках, касается мелких дефектов, на поверхности которых быстро возникает подсыхающая корочка (струп) из свернувшейся крови и лимфы; эпидермис восстанавливается под корочкой, которая отпадает через 3-5 суток после ранения.
- Заживление первичным натяжением (per primamm intentionem) — наблюдается в ранах с повреждением не только кожи, но и подлежащей ткани, причём края раны ровные. Рана заполняется свёртками излившейся крови, что предохраняет края раны от дегидратации и инфекции. Под влиянием протеолитических ферментов нейтрофилов происходит частичный лизис свёртка крови, тканевого детрита. Нейтрофилы погибают, на смену им приходят макрофаги, которые фагоцитируют эритроциты, остатки поврежденной ткани; в краях раны обнаруживается гемосидерин. Часть содержимого раны удаляется в первый день ранения вместе с экссудатом самостоятельно или при обработке раны — первичное очищение. На 2-3-й сутки в краях раны появляются растущие навстречу друг другу фибробласты и новообразованные капилляры, появляется грануляционная ткань, пласт которой при первичном натяжении не достигает больших размеров. К 10-15-м суткам она полностью созревает, раневой дефект эпителизируется и рана заживает нежным рубчиком. В хирургической ране заживление первичным натяжением ускоряется в связи с тем, что её края стягиваются нитями шелка или кетгута, вокруг которых скапливаются рассасывающие их гигантские клетки инородных тел, не мешающие заживлению.
- Заживление вторичным натяжением (per secundam intentionem), или заживление через нагноение (или заживление посредством гранулирования — per granulationem), наблюдается обычно при обширных ранениях, сопровождающихся размозжением или некрозом тканей, проникновении в рану инородных тел, микробов. На месте раны возникают кровоизлияния, травматический отёк краёв раны, быстро появляются признаки демаркационного гнойного воспаления на границе с омертвевшей тканью, расплавление некротических масс. В течение первых 5-6 суток происходит отторжение некротических масс — вторичное очищение раны, и в краях раны начинает развиваться грануляционная ткань. Грануляционная ткань, заполняющая рану, состоит из 6 переходящих друг в друга слоёв: поверхностного лейкоцитарно-некротического слоя, поверхностного слоя сосудистых петель, слоя вертикальных сосудов, созревающего слоя, слоя горизонтально расположенных фибробластов, фиброзного слоя. Созревание грануляционной ткани при заживлении раны вторичным натяжением сопровождается регенерацией эпителия. Однако при этом виде заживления раны на месте её всегда образуется рубец.

## Факторы, влияющие на заживление ран
Делятся на два типа: местные и общие.

### Местные факторы
- Влага; поддержание раны влажной, избегая её высушивания, ускоряет заживление и уменьшает боль в ране.
- Отёк
- Ионизирующее излучение
- Ишемия и некроз
- Инородные тела; острые, мелкие инородные предметы могут проникать через кожные покровы, оставляя лишь небольшие поверхностные повреждения, но вызывая при этом серьёзные травмы внутренних структур (внутренние кровотечение, инфицирование и так далее).
- Низкое парциальное давление кислорода (анаэробная среда)
- Перфузия

### Общие факторы
- Воспаление
- Возраст; у лиц молодого и среднего возраста процесс заживления ран происходит значительно быстрее, чем у лиц пожилого возраста (более 60 лет). Задержка заживления ран у людей пожилого и старческого возраста связана главным образом с замедлением ответной воспалительной реакции организма.
- Питание; недоедание или дефицит питательных веществ оказывает существенное влияние на процесс заживления ран, после травмы или хирургического вмешательства.
- Нарушение обмена веществ
- Иммуносупрессия
- Заболевания соединительной ткани
- Сахарный диабет; у больных сахарным диабетом снижена способность организма к регенерации и заживлению ран из-за тяжёлых нарушений метаболических процессов. Кроме того, такие люди подвержены развитию хронической диабетической язвы стопы, серьёзного осложнения диабета, которое поражает 15 % диабетиков и в 84 % случаях является главной причиной ампутаций нижних конечностей.
- Курение; курение затормаживает скорость процесса заживления ран, особенно в пролиферативной и воспалительной фазах, а также увеличивает вероятность осложнений.
- Алкоголь; употребление алкоголя ухудшает процесс заживления ран, а также увеличивает риск инфицирования.

## Осложнения
Основных осложнений много:
- Неполное рубцевание; приводит к расхождению или разрыву рубца из-за нарушения образования грануляционной ткани.
- Чрезмерное рубцевание: гипертрофический рубец, келоид, десмоид.
- Обильное гранулирование (грануляционная ткань)
- Прочие: дистрофическая кальцификация, пигментные изменения, болезненные рубцы, послеоперационная грыжа.

К прочим осложнениям также относят инфекцию и язву Маржолена.